# Castle Camps
Castle Camps ist eine Burgruine im Dorf Castle Camps in der englischen Grafschaft Cambridgeshire.

## Besitzer
Castle Camps war ursprünglich eine angelsächsische Grundherrschaft und gehörte Wulfwin, einem Thane von König Eduard dem Bekenner. Nach der normannischen Eroberung Englands verlehnte Wilhelm der Eroberer sie an Aubrey de Vere I., einen Vorfahren der Earls of Oxford. Die Burg blieb in der Familie de Vere bis 1584, als Edward de Vere, 17. Earl of Oxford, sie an Thomas Skinner († 1596), Lord Mayor of London, verkaufte. Am 2. August 1607 kaufte Thomas Sutton die Burg und stiftete sie dem London Charterhouse, das wiederum 1919 das gesamte Anwesen mit Ausnahme der Castle Farm und der Grundherrschaft verkaufte. Von 1941 bis 1945 diente ein großer Teil des Geländes als Flugplatz.

## Geschichte
1086 wurde im Domesday Book aufgezeichnet:

Castle Camps [Canpas]:
Robert Gernon holds 2 hides in CAMPS, and Thurstan from him. Land for 6 ploughs. In lordship 2; 8 villagers with 8 smallholders have 4 ploughs. 6 slaves; meadow for 2 ploughs; woodland, 12 pigs. Value £4; when acquired 30s; before 1066 40s. Leofsi held this land under Earl Harold [former king], and could withdraw without his permission. In CAMPS Aubrey de Vere holds 2½ hides. Land for 11 ploughs. In lordship, 1 hide and 1 virgate; 4 ploughs there. 17 villagers with 4 smallholders have 7 ploughs. 6 slaves; meadow for 3 ploughs; woodland for 500 pigs; from village grazing 8s. Total value £15, when acquired £12; before 1066 as much. Wulfwin, King Edward's thane, held this manor. Norman holds ½ hide of this land from Aubrey. Land for 1 plough; it is there. The value is and always was 40s.

Aus der Inquisitio Comitatus Cantabrigiensis geht hervor, dass es dort Land für 12 Pflüge, 20 Rinder, 134 Schafe, 43 Schweine, 50 Ziegen und 2 Pferde gab und dass Norman ½ Hide von Aubrey gesondert von 2½ Hides halte, die Teil einer Landfläche von 5 Hides seien.
Aubrey de Vere I. hat vermutlich das Herrenhaus befestigen oder eine Motte bauen lassen, wenn auch die Motte aus dem 12. Jahrhundert stammen könnte. Ende des 12. Jahrhunderts war sie die stärkste Festung in der Grafschaft Cambridgeshire und bekannt für ihre kleine Vorburg und die Größe ihres Mounds, dessen flache Oberfläche sich über mehr als einen Acre (0,4 Hektar) erstreckte. Dokumentiert sind Arbeiten an der Burg in den Jahren 1265–1331 und man denkt, dass es sich dabei um den Bau einer neuen Vorburg handelte.
Ende des 15. Jahrhunderts baute man einen vierstöckigen Turm in Ziegelbauweise an die Burg an. Er blieb bis 1779 erhalten und stürzte dann bei einem Sturm ein. Das Herrenhaus wurde im 16. Jahrhundert neu erbaut, stürzte aber 1738 wieder ein. Ein Teil der rückwärtigen Mauer wurde dann beim Bau eines kleineren Bauernhofes namens Castle Farm verwendet. Der größte Teil dieser Mauer steht auch heute noch. Um diese Zeit erstellte S. H. Buck eine Skizze der Burg, die auf 1731 datiert ist.
Keinerlei Kriegshandlungen wurden in der Nähe von Castle Camps aufgezeichnet, auch wenn 1526, während des Streits zwischen der verwitweten Gräfin und dem neuen Earl, Friedensrichter mit Waffengewalt verjagt wurden.

## Heute
Die einzigen oberirdischen Überreste der normannischen Burg sind ein Stück Ruine im Hof südlich des heutigen Bauernhauses und Erdwerke. Das Ganze gilt als Scheduled Monument.
Der höchste Punkt in der Pfarre ist bei Wigmore Pond mit 126,492 Meter Seehöhe.